# بطولة أمريكا المفتوحة للتنس 2016

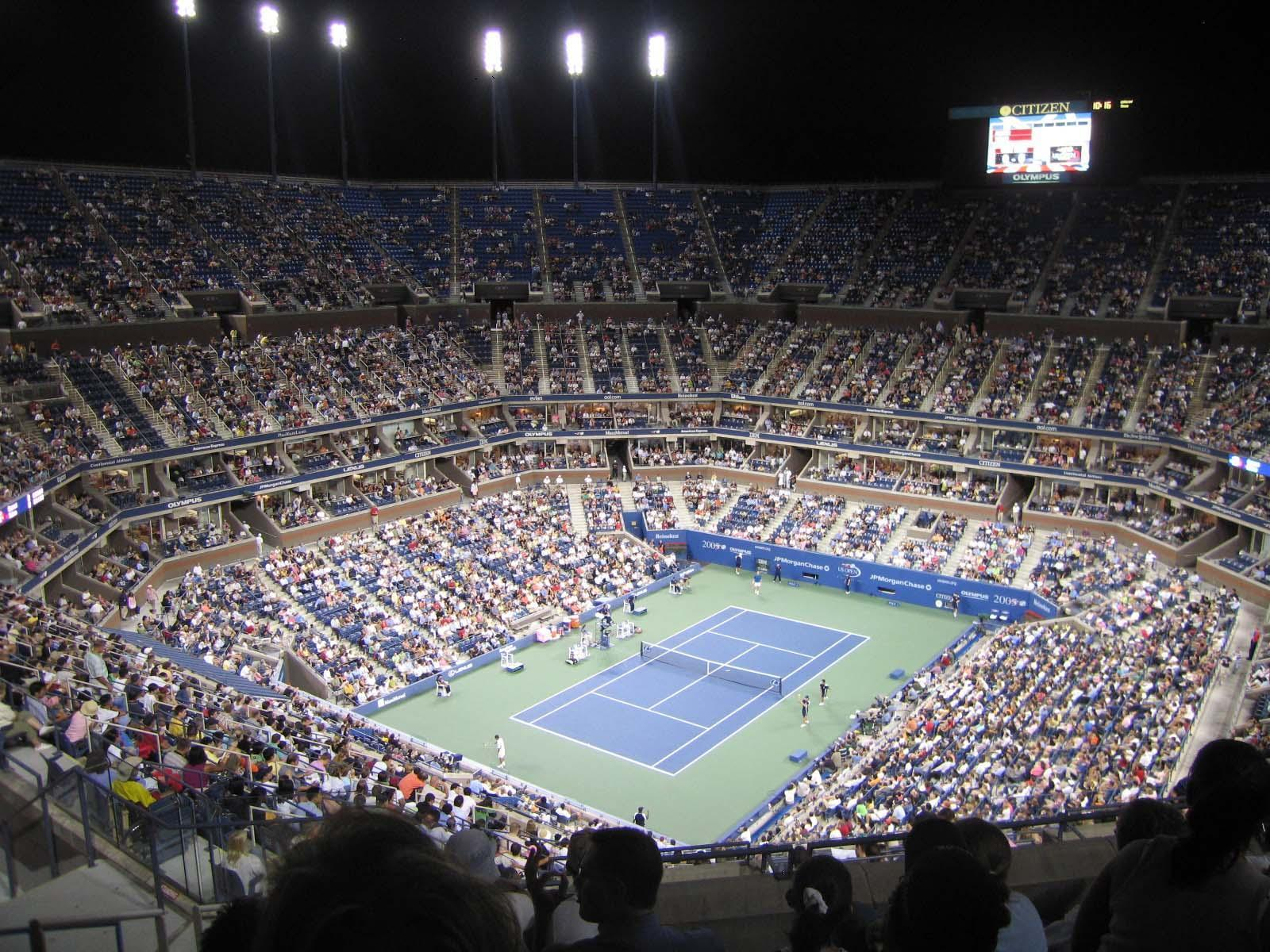
مركز يو إس تي أي بيلي جين كينغ الوطني للتنس.

بطولة أمريكا المفتوحة للتنس 2016 كانت الدورة السادسة والثلاثون بعد المئة من بطولات أمريكا المفتوحة للتنس ولقد عقدت في الفترة من 29 أغسطس - 11 سبتمبر في الملاعب الصلبة المفتوحة في مركز يو إس تي أي بيلي جين كينغ الوطني للتنس في مدينة نيويورك .

## روابط خارجية
- الموقع الرسمي